# Slovenská socialistická republika
Slovenská socialistická republika byl členský stát federativní Československé socialistické republiky. Druhým státem federace byla Česká socialistická republika. Slovenská socialistická republika vznikla 1. ledna 1969 na základě ústavního zákona o československé federaci. Po pádu komunistického režimu byl její název změněn na Slovenská republika. Hlavním městem Slovenské socialistické republiky byla Bratislava.

## Politický systém
Postavení a orgány Slovenské socialistické republiky vymezoval ústavní zákon o československé federaci v hlavě sedmé. Slovenská socialistická republika byla socialistickou republikou s ústavně zakotvenou vedoucí úlohou KSČ.

### Slovenská národní rada
Zákonodárným sborem republiky byla Slovenská národní rada.

### Vláda Slovenské socialistické republiky
Vláda Slovenské socialistické republiky měla výkonnou moc.

### Předsedové vlád a vlády
- Štefan Sádovský (1969)
  - vláda Štefana Sádovského a Petera Colotky
- Peter Colotka (1969–1988)
  - druhá vláda Petera Colotky
  - třetí vláda Petera Colotky
  - čtvrtá vláda Petera Colotky
  - vláda Petera Colotky, Ivana Knotka a Pavola Hrivnáka
- Ivan Knotek (1988–1989)
  - vláda Petera Colotky, Ivana Knotka a Pavola Hrivnáka
- Pavol Hrivnák (1989)
  - vláda Petera Colotky, Ivana Knotka a Pavola Hrivnáka
- Milan Čič (1989–1990)
  - vláda Milana Čiče

## Administrativní dělení

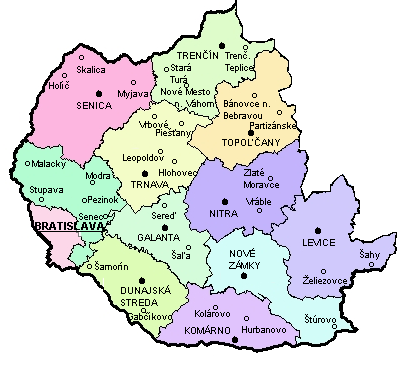
Západoslovenský kraj
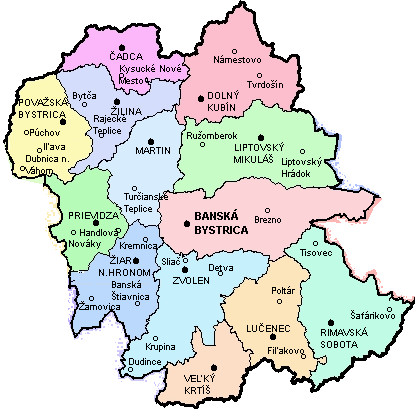
Středoslovenský kraj
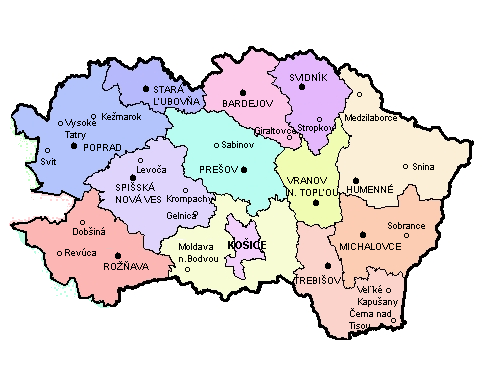
Východoslovenský kraj